# Sulęcin (gmina)
Sulęcin (początkowo gmina Cielęcin) – gmina miejsko-wiejska w województwie lubuskim, w powiecie sulęcińskim. W latach 1975–1998 gmina położona była w województwie gorzowskim.
Siedziba gminy to Sulęcin.
Według danych z 30 czerwca 2004 gminę zamieszkiwało 16 288 osób.

## Ochrona przyrody
Na obszarze gminy znajduje się rezerwat przyrody Buczyna Łagowska chroniący fragment lasu bukowego na krańcu jego naturalnego zasięgu, z domieszką innych gatunków drzew.

## Struktura powierzchni
Według danych z roku 2002 gmina Sulęcin ma obszar 319,72 km², w tym:
- użytki rolne: 27%
- użytki leśne: 55%

Gmina stanowi 27,15% powierzchni powiatu.

## Demografia

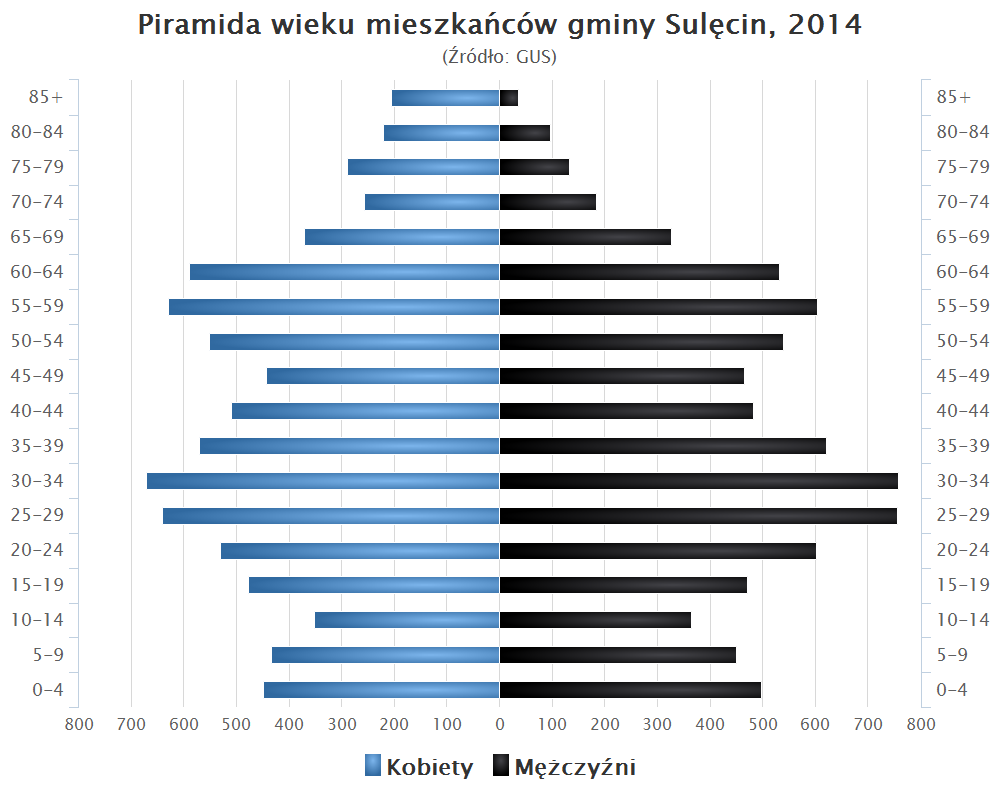
Piramida wieku mieszkańców gminy Sulęcin w 2014 roku

Dane z 30 czerwca 2004:
| Opis                              | Ogółem | Ogółem | Kobiety | Kobiety | Mężczyźni | Mężczyźni |
| --------------------------------- | ------ | ------ | ------- | ------- | --------- | --------- |
| jednostka                         | osób   | %      | osób    | %       | osób      | %         |
| populacja                         | 16 288 | 100    | 8305    | 51      | 7983      | 49        |
| gęstość zaludnienia (mieszk./km²) | 50,9   | 50,9   | 26      | 26      | 25        | 25        |

## Sołectwa
Brzeźno, Długoszyn, Drogomin, Grochowo, Małuszów, Miechów, Ostrów, Rychlik, Trzebów, Trzemeszno Lubuskie, Tursk, Wielowieś, Zarzyń, Żubrów.

## Miejscowości bez statusu sołectwa
Wędrzyn, Długoszyn-Kolonia, Długoszynek, Glisno, Grzeszów, Ostrów, Pamiątkowice, Podbiele.

## Sąsiednie gminy
Bledzew, Krzeszyce, Lubniewice, Lubrza, Łagów, Międzyrzecz, Ośno Lubuskie, Torzym